# Red Willow County
Red Willow County är ett administrativt område i delstaten Nebraska, USA, med 11 055 invånare. Den administrativa huvudorten (county seat) och största staden är McCook.

## Geografi
Enligt United States Census Bureau har countyt en total area på 1 860 km². 1 857 km² av den arean är land och 3 km² är vatten. 

### Angränsande countyn
- Furnas County - öster
- Decatur County, Kansas - syd
- Rawlins County, Kansas - sydväst
- Hitchcock County - väst
- Frontier County - norr

## Orter

### Städer (cities)
Större orter med självständig kommunstatus:
- Indianola
- McCook (huvudort)

### Municipalsamhällen (villages)
Mindre orter med självständig kommunstatus:
- Bartley
- Danbury
- Lebanon

### Övriga orter
Orter som saknar kommunalt självstyre:
- Marion
- Perry
- Shippee